# 粵港澳大灣區
粵港澳大灣區（英語：Guangdong-Hong Kong-Macao Greater Bay Area），簡稱大灣區、GBA（缩写自：The Greater Bay Area），是由圍繞中華人民共和國珠江三角洲和伶仃洋組成的城市群，包括廣東省九個相鄰城市：廣州、深圳兩個一線城市和副省級市与珠海、佛山、東莞、中山、江門、惠州、肇慶七個地级市，以及香港與澳門兩個特別行政區，面積約5.6萬平方公里，占广东省土地面积的30%左右，截至2022年人口達8,600萬，国内生产总值超过13万亿元人民币，是中華人民共和國人均國內生產總值（GDP）最高，经济实力最强的地区之一。大灣區（不含港澳）亦被《大英百科全書》列爲世界上居住人口最多的城市群。
作为中国最具活力和最重要的地区之一，大湾区是中国财富500强企业最集中的地区，汇聚了中国最具创新力的科技公司，如华为、中兴通讯、大疆创新、比亚迪、广汽集团和腾讯。大湾区在互联网、生物技术、医疗医药等创新领域拥有极多的初创企业、孵化器和加速器生态系统。由于这些原因，许多专家认为该地区是新兴的亚洲硅谷。
粵港澳大灣區於2015年3月首次在中華人民共和國國務院屬下國家發改委、外交部、商務部聯合發布的文件「一帶一路」中提出「大灣區」概念，2017年3月召開的第十二屆全國人大五次會議上被中國國務院總理李克強納入《政府工作報告》中，2019年2月由中共中央和國務院公佈《粵港澳大灣區發展規劃綱要》。

## 沿革
粵港澳「東深供水工程」（1950年代-）
1950年代，隨着澳門人口增加，淡水供應逐漸緊張，澳門開始與廣東建立聯繫，請求由珠海向澳門供水。
1960年11月15日，香港政府首度與廣東省達成協議，每年香港由深圳水庫購買50億加侖（2,270萬立方米）淡水。
1963年，雙方達成共識，興建東江──深圳供水工程（「東深供水工程」），但計劃受到1963年的天旱延誤，廣東省政府仍讓香港自珠江口取水。
粵港競合促使珠三角成為改革開放的先驅（1978年-）
1978年12月18日，北京舉行的中共十一屆三中全會，為中國大陸對外改革開放的起點。
1979年1月，時任中共廣東省委第一書記習仲勛，提出廣東要充分利用毗鄰港澳的有利條件，引進外資。
1979年7月15日，中共中央、國務院決定在深圳、珠海試辦經濟特區，作為對外開放的窗口。
自此，不少港資企業，尤其製造業大規模北移至鄰近的珠三角地區如深圳、東莞等城市開廠，而設計、管理、行銷等服務功能仍留在香港，形成「前店後廠」的粵港競合關係，即「香港接單銷售、珠三角加工」。「前店後廠」模式的成功，促使香港經濟轉型，香港工業起趨向式微，而廣東省卻成為全國領先的製造業基地。
1980年，珠三角實際使用外資約1億美元，到1991年已升至超過19億美元，近9成來自香港，令珠三角成為中國對外開放的先驅，造就「世界工廠」的美譽。
粵港澳賀歲電視媒體直播（1979,1989,1991,2009及2012年）
自1979年農曆新年起，香港無綫電視及廣州廣東電視台在廣州及香港兩地先後多次聯合舉辦倒數晚會，1989年在粵港兩地舉辦歡樂今宵港穗雙輝慶團年，在1991年廣港澳三地舉辦省港澳呈祥迎新歲。1979年及1989年省港兩地在正月初二晚直播羊城賀歲萬家歡。2009及2012粵港兩地再次舉辦除夕倒數節目，並名為粵港同慶接金牛及金龍吐艷迎新歲。
粵澳共同管理、共同開發橫琴（1992年-）
1992年3月12日，中共廣東省委批准成立橫琴經濟開發區。
2002年，廣東省與澳達成共識，確定把橫琴島作為珠海、澳兩地合作的重點，全開發橫琴島的旅遊經濟，使該島真正成為珠澳合作的橋頭堡。
2009年8月14日，國務院批准《橫琴總體發展規劃》。
2009年11月25日，橫琴新區由中央機構編制委員會辦公室批准成立。
2009年12月16日，橫琴新區正式掛牌成立。
2009年12月20日，中共中央總書記、國家主席胡錦濤視察橫琴明確提出開發橫琴島是中央的重要決策。
2011年7月14日，國務院正式批復珠海橫琴實行比「比經濟特區更特殊」的創新政策，成為中國內地獨一無二的「特區中的特區」、「粵港澳合作新模式的示範區」，明確橫琴重點發展旅遊休閑、商務服務、金融服務、文化創意、中醫保健、科教研發和高新技術七大產業。
2021年9月5日，中共中央、國務院印發的《橫琴粵澳深度合作區建設總體方案》正式公佈。《方案》共分六章，規定合作區的戰略定位為：促進澳門經濟適度多元發展的新平台、便利澳門居民生活就業的新空間、豐富「一國兩制」實踐的新示範，以及推動粵港澳大灣區建設的新高地。最終發展目標為到2035年，一國兩制強大生命力和優越性全面彰顯，合作區經濟實力和科技競爭力大幅提升，公共服務和社會保障體系高效運轉，琴澳一體化發展體制機制更加完善，促進澳門經濟適度多元發展的目標基本實現。
「珠江三角洲經濟區」確立（1994年）
1994年，廣東省人民政府確立「珠江三角洲經濟區」，位處珠江口，珠江經此流入南中國海，涵蓋9個城市，包括廣州（廣東省會）、深圳、佛山、珠海、江門、中山、東莞、惠州4個區縣及肇慶4個區縣，其發展及主要投資來源得益於鄰近香港、澳門。
粵港學術界倡議珠三角地區融合概念（1990年代中）
1997，前三藩市州立大學校長，時任香港科技大學校長吳家瑋教授前後在校內刊物和第五屆畢業典禮講辭中，倡議仿效美國舊金山灣區，建立「香港灣區」，以帶動珠江三角洲地区經貿發展。其後粵港兩地不同學者從國家發展策略和政治經濟學的角度提出不同灣區概念，包括伶仃洋灣區、萬山群島灣區和廣珠澳灣區等。
《粵港合作聯席會議》成立（1998年）
1998年，《粵港合作聯席會議》成立， 是廣東省人民政府與香港特區政府高層人員組成。目的是全面加強粵港的多方面合作，改善兩地在貿易、經濟、基建發展、水陸空運輸、道路、海關旅客等事務的協調。
《內地與港澳關於建立更緊密經貿關係的安排》簽署和《泛珠三角区域合作》提出（2003年）
2003年6月29日，內地與香港、澳門特別行政區政府簽署《內地與港澳關於建立更緊密經貿關係的安排》（CEPA）。
2003年8月，《粵港合作聯席會議》達成共識，廣東將致力發展成為製造業基地，香港則發展物流、金融和服務業中心。
2003年8月，時任中共中央政治局委員、中共廣東省委書記張德江提出《泛珠三角区域合作》，又稱「9+2」經濟圈，「泛珠三角」包括廣東、福建、江西、湖南、廣西、海南、四川、貴州、雲南九個省份，再加上香港和澳門兩個特別行政區。整個地區的面積佔全國面積的五分之一，人口超過全國的三分之一，國內生產總值合計達到52,145億元人民幣 (6,300億美元)。
「大珠江三角洲城鎮群」提出和《大珠江三角洲城鎮群協調發展規劃研究》展開（2004年-2009年）
2004年3月至2013年2月，香港特區政府成立「大珠三角商務委員會（页面存档备份，存于）」，提出「大珠江三角洲城鎮群」，簡稱「大珠三角」(英語：Greater Pearl River Delta，簡稱GPRD)，目的促使粵港澳在經濟上更緊密合作，由行政長官委任馮國經為首屆主席，委員會成員來自不同界別，包括商會、銀行界、船務及紡織業、會計界、法律界、物流業、科技界、地產界、建築業、環境及教育團體，以及中小型企業和智囊團組織的代表。
2004年，「第一屆大珠三角城鎮群規劃與管理論壇」舉行。
2006年，香港特區政府展開《大珠江三角洲城鎮群協調發展規劃研究》，是粵港澳三方首次攜手合作進行的策略性區域規劃研究，目的是在「一國兩制」的框架下，以前瞻性的視野考慮和分析大珠三角發展的機遇與挑戰，制訂區域空間協調發展策略；通過協調資源開發利用、環境保護及交通基建的發展，促進區域環境改善，提高人居環境品質，確保大珠三角的可持續發展，及提升大珠三角整體的國際競爭力。
2008年12月，時任香港發展局局長林鄭月娥，分別在廣州出席「第二屆大珠三角城鎮群規劃與管理論壇」，與內地和澳門特別行政區的高級官員就優質城市的規劃事宜交換意見；及在「大珠三角區域規劃研討會」上提出透過粵港澳三地的緊密合作，大家共同展望建設一個優勢互補、享有優質生活、以及具有核心競爭力的大城市群。
2009年9月21日，時任香港發展局局長林鄭月娥，出席由規劃署舉辦的「大珠三角區域規劃研討會」致辭時提到，城市群已成為國際競爭舞台的新主體，透過粵港澳三地的緊密合作，展望建設一個優勢互補、享有優質生活、以及具有核心競爭力的大城市群。
香港教育局推行《姊妹學校計劃》
2004年，香港教育局推行《姊妹學校計劃》，目的增強内地与香港兩地學校了解與溝通，加深認識兩地文化，共同提升教育素質。
《深圳2030城市發展策略》公布和「深圳與香港同城化」提出（2005年）
2005年12月，深圳規劃局公布《深圳2030城市發展策略》，提出深圳與香港合作共同發展、共同建設一個國際都會，加強城際交通聯繫。
「港深都會」和「珠三角都會區」提出（2007年-2008年）
2007年8月9日，智經研究中心發表研究報告，提出建構「港深都會」。
2008年10月28日，智經研究中心發表研究報告，提出粵港兩地要把握機遇，順應兩地經濟、社會和民間的發展趨勢，從現在開始的20年加强粵港合作，打造具高度國際競爭力的世界級「珠三角都會區」的概念，珠三角都會區可分為東岸、中部、西岸三個都市區，並分別以香港、廣州、澳門為中心城市。
《廣佛同城化建設合作框架協議》簽署和《廣佛同城化「十三五」發展規劃（2016—2020年）》公布（2009年-2017年）
2009年3月19日，廣佛兩市正式簽署《廣佛同城化建設合作框架協議》，提出「廣佛同城化」，兩個城市產業互補性強、空間緊密、文化相通、人員往來密集、提高效率。
2017年9月28日，廣州市人民政府辦公廳、佛山市人民政府辦公室共同印發《廣佛同城化「十三五」發展規劃（2016—2020年）》。
《大珠江三角洲城鎮群協調發展規劃研究》公布（2009年）
2009年10月28日，香港發展局及規劃署聯同廣東省住房和城鄉建設廳和澳門運輸工務司，在澳門舉行《大珠江三角洲城鎮群協調發展規劃研究（页面存档备份，存于）》成果聯合發布會及交流會，邀請粵港澳及珠三角九市規劃部門代表出席，圍繞「粵港澳合作中區域與城市規劃的協調與管理」展開交流；亦邀請多名專家和學者就「全球視野和國家戰略下的大珠三角協調發展」作主題演講。
2010年1月26日，時任香港政務司司長唐英年出席「世界級珠三角都會－現況與前瞻」高峰會暨第二屆「珠江論壇」，提出珠三角都會區的整合和發展還處於初步階段。

《珠江三角洲地區改革發展規劃綱要（2008－2020年）》公布（2009年）
2009年1月，國家發展和改革委員會公布的《珠江三角洲地區改革發展規劃綱要（2008－2020年）（页面存档备份，存于）》中強調推進粵港澳更緊密合作，提出推進粵港澳合作打造亞太地區最具活力的城市群，促進區域協調發展，以及改善區內的交通運輸體系。並提出支持珠三角地區與港澳在城市規劃及跨界交通基建等方面進行對接，並鼓勵在協商一致的前提下，與港澳共同編制區域合作規劃。
2009年2月，香港特別行政區、澳門特別行政區及廣東省三方政府舉行共同推進實施《綱要》聯絡協調會議，三方確定城市規劃及基礎設施為三地重點合作領域。時任中共廣東省委書記汪洋提出打造「大珠三角城市群」概念，把「灣區」概念的發展作為重要一環。
「廣佛肇經濟圈」提出和《廣佛肇經濟圈建設合作架構協定》簽署（2009年）
2009年3月，在珠三角（肇慶）現場會上，中共中央政治局委員、廣東省委書記汪洋提出「廣佛肇經濟圈」的概念，以廣佛同城帶動肇慶，打造「廣佛肇經濟圈」。
2009年6月，廣佛肇三市正式簽署《廣佛肇經濟圈建設合作架構協定》，並及時協商確定2009年度重點工作計畫及重點工作項目。
《粵港合作框架協議》簽署和《環珠江口宜居灣區建設重點行動計劃》公眾諮詢（2010年-2014年）
2010年，廣東省人民政府與香港特别行政區政府簽署《粵港合作框架協議》，提出「環珠江口宜居灣區建設」。粵港澳三地政府聯合制定《環珠江口宜居灣區建設重點行動計劃》，以落實跨界「灣區」的合作。
2011年1月29日，香港特別行政區政府規劃舉辦《環珠江口宜居灣區建設重點行動計劃》公眾諮詢論壇。

2014年1月24日，香港規劃署展開為期三個月的《環珠江口宜居灣區建設重點行動計劃》研究第二階段公眾參與。

《珠江三角洲城镇群协调发展规划（2004—2020年）》公布和《珠江三角洲城鄉規劃一體化規劃（2009—2020年）》公布（2005年，2010年）
2005年，《珠江三角洲城鎮群協調發展規劃（2004—2020年）》，明確區域空間發展策略、總體佈局、城鎮中心體系，對「廣佛肇」、「深莞惠」、「江中珠」三大都市圈以及珠三角的生態、交通、產業、市政設施等城鎮發展支撐體系提出規劃指引。
2010年7月30日，廣東省人民政府印發《珠江三角洲城鄉規劃一體化規劃（2009—2020年）》。
《共建優質生活圈專項規劃》公佈和「同城化」提出（2011年）
2011年，香港特別行政區政府發布《共建優質生活圈專項規劃》公眾諮詢文件，稱要「逐步使粵港、粵澳臨近地區的交通條件接近同城化水平」。

《粵澳合作框架協議》簽署（2011年）
2011年3月6日，廣東省與澳門特別行政區兩地政府於在北京簽署《粵澳合作框架協議》，其目的在於持續推進兩地的合作交流，並全面推展兩地在經濟、社會、民生、文化 及基建等領域上合作。
《廣東海洋經濟地圖》公佈（2011年-2012年）
2011年8月，國務院批復《廣東海洋經濟綜合試驗區發展規劃》，是廣東省繼《珠江三角洲地區改革發展規劃綱要（2008－2020年）》之後的一個國家戰略。
2012年5月4日，廣東省人民政府公佈全國首部海洋經濟地圖《廣東海洋經濟地圖》，系統性落實國務院的部署，首次明確提出廣東海洋經濟的發展將划定「六灣區一半島」，打破行政界線，以灣區為單位進行發展，輻射內陸經濟。灣區將串聯灣區周邊城市，形成灣區經濟發展新格局。
「灣區經濟」提出（2013年-2014年）
2013年9月6日，深圳灣超級總部基地規劃公示，深圳灣超級總部基地是發展灣區經濟重要的一環。規劃秉持「深圳灣雲城市」這一核心理念，打造基於智慧城市和立體城市，虛擬空間與實體空間高度合一的未來城市典範，完型深圳灣，構建世界級濱海城市天際線。

2013年12月26日，中共深圳市委五屆十八次全會，市長許勤在市長許勤首次提出發展「灣區經濟」，表示前海開發開放是「灣區經濟」發展的戰略重點。
2014年，「灣區經濟」首次被納入深圳市人民政府工作報告，提出深圳將依託毗鄰香港、背靠珠三角、地處亞太主航道優勢，重點打造前海灣、深圳灣、大鵬灣、大亞灣等灣區產業集群。
《廣東與香港澳門基本實現服務貿易自由化的協議》簽署（2014年）
2014年12月18日，在CEPA簽訂11次補充協議後，商務部與香港、澳門分別簽署《廣東與香港澳門基本實現服務貿易自由化的協議》，稱為CEPA《廣東協議》，於2015年3月1日實施。

「珠三角國家自主創新示範區」提出（2015年）
2015年9月29日，「珠三角國家自主創新示範區」獲國務院批覆，目標是把珠三角建設成為中國開放創新先行區，轉型升級引領區，協同創新示範區，創新創業生態區，打造成為國際一流的創新創業中心。
「粵港澳大灣區」規劃階段（2015年-2019年）

2015年3月，國家發改委、外交部、商務部發布《推動共建絲綢之路 經濟帶和21世紀海上絲綢之路的願景與行動》（「一帶一路」文件），首次提出「要充分發揮深圳前海、廣州南沙、珠海橫琴、福建平潭等開放合作區作用，深化與港澳台合作，打造粵港澳大灣區」。
2016年3月，國務院印發《關於深化泛珠三角區域合作的指導意見》提出「攜手港澳共同打造粵港澳大灣區，建設世界級城市群」，圍繞深化泛珠三角區域合作，提出八項重點任務：一是促進區域經濟合作發展，構建以粵港澳大灣區為龍頭，以珠江－西江經濟帶為腹地，帶動中南、西南地區發展，輻射東南亞、南亞的重要經濟支撐帶，並納入國家「十三五規劃」。
廣東省人民政府在工作報告中指出「開展珠三角城市升級行動，聯手港澳打造粵港澳大灣區」。
2016年尾，國家發展改革委印發《加快城市群規劃編制工作的通知》提及，2017年擬啓動珠三角灣區城市群等規劃編制。
2017年3月，中國國務院總理李克強在第十二屆全國人大五次會議上的《政府工作报告》中提出要推動中國大陸與港澳地區深化合作，研究制定粵港澳大灣區城市群發展規劃，發揮港澳獨特優勢，提升在國家經濟發展和對外開放中的地位與功能」。這是「粵港澳大灣區」首度寫入《政府工作报告》，並提升至國家戰略體系層面，與京津冀城市群、長江三角洲城市群等同；也是繼《內地與港澳關於建立更緊密經貿關係的安排》（CEPA）、泛珠三角區域合作後，中國大陸再度向香港及澳門提出的經濟合作計劃；成為「一帶一路」倡議的延伸。
2017年4月7日，國家發展和改革委員會制定和印發《2017年國家級新區體制機制創新工作要點》，其中包括廣州南沙新區的工作重點為深化探索粵港澳合作。2017年4月19日，全國政協副主席兼時任香港行政長官梁振英率領香港特別行政區政府主要官員的考察團前往粵港澳大灣區多個城市進行實地考察，期間會見中共廣東省委副書記兼省長马兴瑞等廣東省領導，重申重視李克強總理提出的粵港澳大灣區城市群發展規劃。
2017年7月1日，在訪港的中共中央總書記習近平見證下，國家發展和改革委員會與粵港澳三地政府簽署《深化粵港澳合作推進大灣區建設框架協議》，當中提到合作重點包括：推進基礎設施互聯互通、進一步提升市場一體化水平、打造國際創科中心、構建協同發展現代產業體系、打造宜居宜業宜遊優質生活圈和培育國際合作等，並建立完善協調機制和擴大公眾參與，協議自簽訂日起有效期五年。香港行政長官林鄭月娥指，香港將按「十三五規劃」，為粵港澳大灣區提供金融、航運和貿易服務；而大灣區亦將有助香港經濟多元發展，特別是在創新科技和創意產業方面。
2017年10月，中共十九大會議上，中共中央總書記習近平發表的《十九大報告》再次重申要支持香港、澳門融入國家發展大局，以粵港澳大灣區建設、粵港澳合作、泛珠三角區域合作等為重點，全面推進內地同香港、澳門互利合作。
2018年4月，博鰲亞洲論壇2018提出「一二三四，一個國家、兩種體制、三個關稅區、四個核心城市」，指出「一國兩制」，涉及中港澳三個不同的關稅區，三種不同的法律體系及三種不同的貨幣，以及廣州、深圳、香港、澳門四個核心城市，是粵港澳大灣區最大的特點，同時也是最大的難點和痛點所在。
《粵港澳大灣區發展規劃綱要》公布（2019年）
2019年1月，在廣東省十三屆人大二次會議昨日舉行的專場記者會上，廣東省發展和改革委員會主任葛長偉表示，粵港澳大灣區建設分三階段，第一階段是2020年將完成粵港澳大灣區的基礎設施；第二階段是到2022年基本完成三地市場規則對接；第三階段到2035年，全面建成國際一流灣區。

2019年2月18日，中國共產黨中央委員會和中華人民共和國國務院公布《粵港澳大灣區發展規劃綱要》。
2019年2月21日，廣東省人民政府、香港特別行政區政府、澳門特別行政區政府共同舉行《粵港澳大灣區發展規劃》綱要的宣講會，在香港海洋公園萬豪酒店舉行，三地政府各自邀請嘉賓出席，包括廣東省人民政府省長馬興瑞、香港行政長官林鄭月娥、澳門行政長官崔世安和國家發改委高層。
《澳門特別行政區五年發展規劃（2016-2020年）》公布
2019年6月6日，澳門特別行政區政府公布《澳門特別行政區五年發展規劃（2016-2020年）》附件──澳門特別行政區參與粵港澳大灣區建設，發展定位是建設世界旅遊休閒中心。
《廣東省推進粵港澳大灣區建設三年行動計劃（2018-2020年）》公布
2019年7月，廣東省省推進粵港澳大灣區建設領導小組印發《廣東省推進粵港澳大灣區建設三年行動計劃（2018-2020年）》，為廣東省省推進大灣區建設的施工圖和任務書。
《關於支持深圳建設中國特色社會主義先行示範區的意見》發布
2019年8月18日，中央中共、國務院發布《關於支持深圳建設中國特色社會主義先行示範區的意見》，提出深圳要在2025年前，在經濟實力、發展質量躋身全球城市前列，並在2035年成為全國典範，城市的綜合經濟競爭力在世界領先，並提出多項建議，包括提升港澳居民待遇、開放並吸引境外人才、改革並提升金融服務等。
澳門證券交易所的方案開展可行性研究
2019年10月13日，廣東省地方金融監督管理局局長何曉軍稍早表示為配合《粵港澳大灣區發展規劃綱要》提出「研究在澳門建立以人民幣計價結算的證券市場」。
珠澳第四供水通道
2019年10月17日，珠澳第四供水通道開通，每年供水能力增至2億立方米。由横琴粤澳深度合作區進入澳門路氹城。該項目依据《粵澳合作框架協議》，工程於2016年4月25日動工。
“十四五”规划
2019年11月25日，计划在“十四五”规划期间，加强粤港澳产学研协同发展，完善广深港、广珠澳科技创新走廊和深港河套、粤澳横琴科技创新极点“两廊两点”架构体系，推进综合性国家科学中心建设，便利创新要素跨境流动。加快城际铁路建设，统筹港口和机场功能布局，优化航运和航空资源配置。深化通关模式改革，促进人员、货物、车辆便捷高效流动。扩大内地与港澳专业资格互认范围，深入推进重点领域规则衔接、机制对接。便利港澳青年到大湾区内地城市就学就业创业，打造粤港澳青少年交流精品品牌。
《關於粵港澳大灣區城際鐵路建設規劃的批覆》印發
2020年8月4日，國家發改委印發《關於粵港澳大灣區城際鐵路建設規劃的批覆》，同意在粵港澳大灣區有序實施一批城際鐵路項目。粵港澳大灣區將規劃建設13個城際鐵路和5個樞紐工程項目，總里程約775公里。
《深圳建設中國特色社會主義先行示范區綜合改革試點實施方案（2020－2025年）》頒布
2020年10月11日，中共中央辦公廳、國務院辦公廳頒布《深圳建設中國特色社會主義先行示范區綜合改革試點實施方案（2020－2025年）》，其中內容包括建議推進創業板改革及試點註冊制，並重提以試點形式讓創新企業在內地發行股票或存託憑證（CDR）上市。
《廣州穗港智造合作區建設實施方案》
2021年3月，《廣州穗港智造合作區建設實施方案》提出，提升穗港產業協同創新水平，推動製造業智能化發展，強化高端資源要素集聚能力，培育國家級經濟開發區開放發展新優勢，加快推動廣州穗港智造合作區建設，範圍包括廣州開發區西區、雲埔工業區及相鄰的城市社區，北至廣園東路—開源大道、南至珠江、西至廣州繞城高速、東至黃埔區界，總面積56.39平方公里。
《規劃建設香港濱河新城 打造全球最高自由開放度的經濟增長極》
《紫荊》雜誌刊登題為《規劃建設香港濱河新城　打造全球最高自由開放度的經濟增長極》的研究員文章，提出連接深圳的北區沿深圳河一帶邊境地區靠近深圳，交通便捷，可發展成「特區中的特區」 。指該「濱河新城」可分為四大區域，一是可發展高端製造與現代商貿綜合區，二是國際創新科技中心及配套區，三是智能物流與國際水上運動休閒區，四是自然和鄉村保育區。

《香港參與國家改革開放志》出版典禮暨《粵港澳大灣區志》合作備忘錄簽署儀式
2021年12月6日，香港地方志中心舉辦《香港參與國家改革開放志》出版典禮暨《粵港澳大灣區志》合作備忘錄簽署儀式。
《「數字灣區」建設三年行動方案》
2023年11月22日，廣東省印發實施《「數字灣區」建設三年行動方案》，同日廣東省政府召開專題新聞發布會，表示「數字灣區」建設的總目標是將粵港澳大灣區打造成為全球數字化水平最高的灣區。
《粵港澳大灣區國際一流營商環境建設三年行動計劃》
2023年12月25日，國家發展改革委25日發布消息，為貫徹落實黨中央、國務院決策部署，進一步深化粵港澳合作，打造市場化法治化國際化一流營商環境，提升大灣區市場一體化水平和國際競爭力，國家發展改革委發布《粵港澳大灣區國際一流營商環境建設三年行動計劃》。

## 《粵港澳大灣區發展規劃綱要》
《粵港澳大灣區發展規劃綱要》於2019年2月21日由國務院辦公廳發佈，共11章，包括規劃背景、總體要求、空間布局、加快基礎設施互聯互通等。提出以香港、澳門、廣州、深圳四大中心城市，作為發展的核心引擎。

### 目標
粵港澳大灣區建設是國家發展藍圖一項重大戰略部署，目標為「到2022年，大灣區綜合實力顯著增強，粵港澳合作更加深入廣泛；到2035年，大灣區形成以創新為主要支撐的經濟體系和發展模式，大灣區內市場實現高水平互聯互通」。計劃支持香港鞏固和提升國際金融、運輸、貿易中心和國際航空樞紐 的地位，加強全球離岸人民幣業務中心的地位，以及國際資產管理中心和 風險管理中心的角色。支持香港推動高端高增值的金融、商貿、物流和專業服務業發展，大力發展創新科技產業，培育新興產業，打造亞太區國際法律和爭議解決服務中心。

### 定位
定位有五個：「一是充滿活力的世界級城市群、二是具有全球影響力的國際科技創新中心、三是「一帶一路」建設的重要支撐、四是內地與港澳深度合作示範區、五是宜居宜業宜遊的優質生活圈。」其核心部分在於發揮各城市優勢，進一步深化粵港澳三地合作，促成區域內的深度，推動區域經濟發展，並將大灣區建設成宜居宜業宜遊的國際一流灣區。

### 各城市定位

#### 香港
香港特區政府推進大灣區建設的重點工作包括：建設國際科技創新中心、便利香港優勢產業落戶大灣區，以及通過政策創新突破和便利香港居民在大灣區學習、就業和生活的措施，在「一國兩制」原則下，促進人流、物流、資金流、信息流，加強大灣區內城市互聯互通。
己發佈的《綱要》為香港及深圳的分工作出清晰定位，香港為國際金融、航運、貿易中心和國際航空樞紐，並需大力發展創新及科技事業，培育新興產業，而深圳的目標則是成為具世界影響力的創新創意之都，兩個城市具備明顯的互補作用。香港財政預算案2025表示，將向旅發局撥12.35億落實「無處不旅遊」理念及《香港旅遊業發展藍圖2.0》，推動香港旅遊業發展。

##### 相關發展計劃
自香港回歸初期，落馬洲河套地區被納入香港範圍後，深圳政府邀請香港特區政府在該地一同發展「港深創新及科技園」。2018年中展開工程，2021年前向港深創新及科技園公司，提供首幅可供發展的土地。
2018年10月，香港特區行政長官林鄭月娥在施政報告中提出「明日大嶼願景」發展計劃，同月在港珠澳大橋開通儀式上，再强調計劃配合大灣區發展。

#### 廣州
廣州在大灣區規劃中，被定為要充分發揮國家中心城市和綜合性門戶城市引領作用，全面增強國際商貿中心、綜合交通樞紐功能，培育提升科技教育文化中心功能，著力建設國際大都市。而重中之重是區域發展核心引擎，欲求訂立廣州深圳合作，以服務於國家推進“一帶一路”建設和粵港澳大灣區建設的戰略需要。

#### 澳門
澳門發展定位是建設世界旅遊休閒中心。據2019年12月計劃，將引導澳門經濟重心從博彩業轉移至國際金融中心，並加速推動建立葡語系國家跨境人民幣清算中心，還有使其成為舉辦國際會議的中心，作為香港的後備方案。

#### 深圳
发挥作为经济特区、全国性经济中心城市和国家创新型城市的引领作用，加快建成现代化国际化城市，努力成为具有世界影响力的创新创意之都。

#### 江門
2019年2月，《綱要》提出建設大廣海灣經濟區。2024年3月，修訂後的十四五規劃將大廣海灣經濟區提升至國家戰略級。

### 宣傳和推廣

#### 組織
2017年10月，香港政制及內地事務局成立「粵港澳大灣區發展辦公室」，並委任「粵港澳大灣區發展辦公室主任」一職，協助行政長官參與中央領導小組的工作，落實督導委員會訂下的工作目標和計劃，包括協調中央部委、廣東省人民政府、澳門特區政府和各政策局，並與商會、專業團體和相關持份者保持緊密聯繫，聽取有關香港參與大灣區建設的意見。此外，辦公室會進行宣傳和推廣，加深市民和業界對大灣區建設的了解。 

#### 海外活動
2019年4月5日，中共广东省委副书记、省长马兴瑞率团访问韩国，成员包括比亚迪董事长王传福、大疆总裁罗振华、TCLCEO李东生， 中兴和腾讯的副总经理等多人。双方在首尔市政府举行“广东省与首尔市经济合作备忘录签约仪式”。在双方互赠礼物时，广东省为朴市长特别准备的一幅画像出现差错，不过朴市长欣然笑纳。
2019年4月9日，中共广东省委副书记、省长马兴瑞和香港行政长官林郑月娥、澳门行政法务司司长陈海帆代表三地政府，在日本东京帝國飯店联合主办“粤港澳大湾区推介会”，向全球投资者特别是日本工商界推介粤港澳大湾区。日本经济产业省副大臣关芳弘、日本复兴厅副大臣橘庆一郎、日本贸易振兴机构理事长佐佐木伸彦均有出席。马兴瑞後與日本外务大臣河野太郎会面，河表示希望进一步加强日粤关系，马则表示希望加强两方的产业合作。

### 決策組織
2018年國務院成立中央決策組織“粤港澳大湾区建设领导小组”，用以推动粤港澳大湾区规划。小組由中共中央政治局常委、国务院副总理兼中央港澳工作協調小組組長韓正任組長，中共中央政治局委員兼中共廣東省委書記李希和國家發改委主任何立峰任副組長，國家發改委擔任統籌執行角色。小組成員除港澳兩行政長官，還包括國務院港澳事務辦公室主任、港澳兩中聯辦主任及其他相關部委主要負責人。
2022年中共二十大之後，中共中央決定將該領導小組併入中央區域協調發展領導小組來統管。中央區域協調發展領導小組辦公室設在國家發展改革委。

#### 香港
2018年10月，香港行政長官林鄭月娥在她任內第二份《施政報告》中宣布成立「粵港澳大灣區建設督導委員會」，由她出任主席，成員包括所有司局長，統籌香港參與推進大灣區建設事宜。督委會就擬訂策略性目標、政策措施、具體工作計劃等提供指導和意見。政制及內地事務局局長聶德權在記者會上闡述三項重點——打造大灣區成為國際科技創新中心；便利醫療、教育等優勢產業落戶大灣區；通過政策創新和突破，加強香港與大灣區內城市的人員、貨物、資金和信息流通。

#### 澳門
2018年11月，澳門行政長官崔世安宣布設立建設粵港澳大灣區工作委員會，由其出任主席，成員包括各司長、海關關長、行政長官及各司長辦公室之代表、政府發言人、政策研究和區域發展局局長及局方代表。委員會負責統籌澳門特別行政區參與粵港澳大灣區建設的短、中、長期的總體設計和工作部署，並推動展開相關研究，以制定有關政策；制定年度工作方案及監督其落實，並就擬開展的活動訂定方針及發出指引。委員會運作所需的行政、技術、後勤及財政支援由政策研究和區域發展局提供。

2021年5月，上述委員會併入融入國家發展工作委員會，並繼續由政策研究和區域發展局支援該新設的委員會。

## 經濟
粤港澳大灣區的經濟總量佔廣東省总额的85%以上，是繼美國紐約都會區、美國舊金山灣區和日本東京都市圈之後，世界第四大灣區，2017年生產總值突破10萬億元，在世界國家排行中名列11位，成為全中國經濟最活躍的地區之一。根据广东省及香港和澳门特区政府提供的最新数据，2022年大湾区的总人口已经超过8 600万，地区生产总值超过13万亿元人民币。
粤港澳大湾区是中国重要的出口枢纽，出口额占全国的 37%。粤港澳大湾区拥有世界十大集装箱港口中的三个，以及五个国际机场（香港国际机场、广州白云国际机场、深圳宝安国际机场、澳门国际机场和珠海金湾机场)。

### 人口
粤港澳大湾区总人口约为8,617万人（占中国总人口的5%），预计到2030年，人口将达到1亿。
| 城市 | 城镇人口   | 市辖区人口 | 管辖人口   | 普查日期   |
| ---- | ---------- | ---------- | ---------- | ---------- |
| 广州 | 10,641,408 | 14,904,400 | 14,904,400 | 2020-11-01 |
| 深圳 | 12,356,820 | 12,356,820 | 12,356,820 | 2020-11-01 |
| 东莞 | 8,396,820  | 8,396,820  | 8,396,820  | 2019-11-01 |
| 香港 | 7,515,489  | 7,515,489  | 7,515,489  | 2020-06-30 |
| 佛山 | 9,498,863  | 9,498,863  | 9,498,863  | 2020-11-01 |
| 中山 | 2,913,974  | 3,121,275  | 3,121,275  | 2020-11-01 |
| 惠州 | 1,807,858  | 2,344,634  | 4,598,402  | 2010-11-01 |
| 江门 | 1,480,023  | 1,822,614  | 4,450,703  | 2010-11-01 |
| 珠海 | 1,369,538  | 1,759,000  | 1,759,000  | 2020-11-01 |
| 肇庆 | 784,642    | 1,397,152  | 3,916,467  | 2010-11-01 |
| 澳門 | 652,032    | 652,032    | 652,032    | 2020-08-12 |
| 总计 | 53,000,422 | 58,500,496 | 65,901,668 |            |

### 经济
| 特别行政區/市 | 位次 (生產總值) | 生產總值 (百万本币:人民币) | 生產總值 (百万美元) | 占全省 生產總值比重(%) | 位次 (人均) | 人均 (本币:人民币) | 人均 (美元) | 与全省 人均相比(%) | 2015 年末 人口 | 面积 （平方千米） |
| ------------- | --------------- | -------------------------- | ------------------- | ---------------------- | ----------- | ------------------ | ----------- | ------------------ | -------------- | ----------------- |
| 全区          |                 |                            | 1,340,452           |                        |             |                    | 20,255      |                    | 66,180,400     | 56,043            |
| 香港          | 1               | 2,313,200                  | 296,564             |                        | 2           | 316,635            | 40,594      |                    | 7,306,000      | 1,106             |
| 广州          | 2               | 1,810,041                  | 290,611             | 24.86                  | 4           | 134,066            | 21,525      | 200                | 13,501,100     | 7,434             |
| 深圳          | 3               | 1,750,299                  | 281,019             | 24.04                  | 3           | 162,382            | 26,071      | 242                | 10,778,900     | 1,997             |
| 佛山          | 4               | 800,392                    | 128,507             | 10.99                  | 6           | 107,716            | 17,294      | 160                | 7,430,600      | 3,798             |
| 东莞          | 5               | 627,506                    | 100,749             | 8.62                   | 8           | 75,213             | 12,076      | 112                | 8,343,100      | 2,465             |
| 澳門          | 6               | 353,230                    | 44,154              |                        | 1           | 551,000            | 68,875      |                    | 643,000        | 31                |
| 惠州          | 7               | 314,003                    | 50,415              | 4.31                   | 9           | 66,433             | 10,666      | 99                 | 4,726,600      | 11,346            |
| 中山          | 8               | 301,003                    | 48,327              | 4.13                   | 7           | 93,782             | 15,057      | 140                | 3,209,600      | 1,783             |
| 江门          | 9               | 224,002                    | 35,965              | 3.08                   | 10          | 49,563             | 7,958       | 74                 | 4,591,500      | 9,505             |
| 珠海          | 10              | 202,498                    | 32,512              | 2.78                   | 5           | 125,448            | 20,141      | 187                | 1,614,200      | 1,732             |
| 肇庆          | 11              | 197,001                    | 31,629              | 2.71                   | 11          | 48,813             | 7,837       | 73                 | 4,035,800      | 14,891            |

### 世界各都會區
| 都會區                           | 位次 (生產總值) | 生產總值 (百万美元) | 位次 (人均) | 人均 (美元) | 2017 年末 人口 | 面積 （平方公里） | 人口密度 （每平方公里人口） | 數據年份 |
| -------------------------------- | --------------- | ------------------- | ----------- | ----------- | -------------- | ----------------- | --------------------------- | -------- |
| 關東地方                         |                 | 1,941,282           |             | 44,946      | 43,191,444     | 32,423            | 1,326                       | 2010     |
| 紐約-北新澤西都會區              |                 | 1,830,000           |             | 77,138      | 23,723,696     | 30,000            | 688                         | 2017     |
| 粤港澳大湾区                     |                 | 1,340,452           |             | 20,255      | 66,180,400     | 56,000            | 1,182                       | 2017     |
| 大洛杉矶地区                     |                 | 1,219,906           |             | 65,309      | 18,679,763     | 87,490            | 212                         | 2017     |
| 倫敦通勤帶                       |                 | 851,310             |             | 58,991      | 14,431,080     | 8,382             | 1,680                       | 2017     |
| 法蘭西島大區                     |                 | 801,000             |             | 66,000      | 11,978,363     | 12,012            | 997                         | 2013     |
| 韓國首都圈                       |                 | 770,000             |             | 30,000      | 23,616,000     | 11,704            | 2,017                       | 2010     |
| 舊金山灣區                       |                 | 758,500             |             | 80,011      | 9,480,000      | 17,384            | 545                         | 2017     |
| 京阪神都會區                     |                 | 660,420             |             | 34,144      | 19,341,976     | 11,701            | 1,484                       | 2010     |
| 芝加哥特-內珀維爾-密西根城都會區 |                 | 651,220             |             | 68,747      | 9,472,676      | 28,120            | 509                         | 2017     |

### 中国（广东）自由贸易试验区
中国（广东）自由贸易试验区（广东自贸区）于2014年12月获得国务院批准，并于2015年4月开始运作。该区面积为116.2平方公里，由广州南沙新区（60平方公里）、深圳前海及蛇口片区（28.2平方公里）和珠海横琴新区（28平方公里）三个区域组成。
广东自贸区是中央政府指定的粤港澳深度合作示范区的先行者和试点地区，成为了促进三地服务贸易自由化的地区。它是中央和地方政府试验新政策、探索新发展模式、更好地将经济与国际惯例和港澳地区相结合的地区。

### 广深港澳科技创新走廊建设
该规划由广东省政府于2017年12月发布，旨在建设一个长约180公里的区域，北起广佛交界处，经广州市区、东莞市松山湖、深圳市区，南至深圳市大鹏新区，成为GBA国家自主创新示范区的核心区域。目标是全方位支持国家科技产业创新中心和粤港澳大湾区的建设，为国家实施创新驱动发展战略提供支持。其目标是到2050年成为世界领先的科技产业创新中心、主要科学中心和世界创新领导者。

### 大湾区的工业传统
GBA 是原型设计和快速工程的核心平台，其原型设计的成本和时间都是全球最低的。GBA 的工业传统长期扎根于广州，并在深圳实现了现代化。
GBA 的这些工业传统是其未来发展的基础。目前，GBA 的 GDP 主要来自传统产业，并以久经考验的商业模式为基础。其范围从木材和塑料加工到新型纺织品和材料，再到最先进的电子元件制造。在该地区多年制造业传统的基础上，《发展规划纲要》提出了在珠海和佛山打造先进装备制造业集群，在深圳和东莞打造高端制造业集群的目标。
专家们认为，GBA 的工业传统使其成为未来的关键地点。由于 GBA 是建立在几十年来发展起来的现代工业基础设施基础上的，因此其未来在高科技和数字化发展方面的重要性将与日俱增。据一位专家称，到 2022 年，GBA 地区将出现地铁线路、高速线路、5G 互联网以及智能和自主系统。

### 粤港高大湾区的创新及科技发展中心
政府循八大方向加强创科发展，包括：增加研发资源、汇聚科技人才、提供创投资金、提供科研基建、检视现行法例和法规、开放政府数据、改变采购制度和加强科普教育，至今投放的资源超过一千亿元。
为了加强科技合作、建立国际化创新平台，政府采取以下措施： 
鼓励粤港澳企业和科研机构参与国际科技合作。目标是向香港科研机构开放在粤科研设施及仪器，并支持有关机构参与国家科技计划。 
支持科研基础建设及产业技术创新， 包括建设港深创新及科技园；支持香港五所研发中心、香港科学园、数码港和国家重点实验室建设。 
培育产业技术创新平台、制造业创新中心。 
促进科技人才及资源流通，便利科研合作 
允许符合条件的高等院校和科研机构申请内地科技项目，并按规定在两地使用有关资金。 
优化管理科研合作项目所需的医疗数据和生物样本跨境使用。 
容许香港在粤设立的研发机构享有与内地研发机构同等待遇。 
研究出入境等便利措施，鼓励科技和学术人才交流。    
大湾区（GBA）正在快速发展，2024年带来了进一步加强其作为全球经济强国地位的新进展和战略。以下是2024年的一些关键更新：   

#### 技术创新与高科技产业
在技术创新和高科技产业方面，广州已成为新能源汽车(NEV)行业的关键玩家，预计到2024年，广州的产量将超过30万辆。小鹏汽车和广汽集团等大公司正在扩大研发力度，推动电池效率和自动驾驶技术的进步。 
深圳继续在技术创新方面领先，致力于成为人工智能 (AI)、生物技术、大数据和5G技术的全球中心。该市增加了对研发的投资，特别是专注于半导体生产，旨在减少中国对进口芯片的依赖。广州已成为新能源汽车 (NEV)行业的关键玩家，预计到2024年，广州的产量将超过30万辆。小鹏汽车和广汽集团等大公司正在扩大研发力度，推动电池效率和自动驾驶技术的进步。  

#### 绿色经济一体化
大湾区正在向碳中和迈进，重点发展太阳能和海上风电场等可再生能源。珠海和佛山正在扩展绿色技术和可持续制造业的产业集群。在绿色发展方面，大湾区积极培育光伏、储能、氢能等新能源产业链，并引导绿色建筑与绿色交通标准同步提升。香港持续巩固其“绿色债券之都”地位，广州、深圳等城市也加快推进绿色园区评级和政策机制创新。氢能公交、智能电动车已在多个城市示范应用。    

### 大湾区的医疗保健产业
粤港澳大湾区是国家生物医药产业重点发展区域，近年来发展迅速。粤港澳大湾区产业集聚优势明显，上下游产业链完整，尤其在中药和化学药的研发、生产和流通方面走在全国前列。据商务部统计，2017年广东中成药销售总额达40亿美元，占全国中成药销售总额的11.16%，居全国首位。粤港澳大湾区也是化药生产和研发基地之一。广州白云山制药、李维宗药业集团、联创互联、光明未来等龙头企业纷纷落户，产品畅销全国。

## 城市協作計劃
- 東深供水工程
- 深圳河治理工程
- 深圳前海深港現代服務業合作區
- 廣州南沙粵港澳全面合作示範區
- 穗港智造特別合作區
- 珠海橫琴粵澳深度合作區
- 澳門大學新校區
- 港深創新及科技園
- 深港科技創新合作區
- 中新廣州知識城
- 珠海西部生態新區
- 佛山粵港澳合作高端服務示範區
- 惠州潼湖生態智慧區
- 東莞濱海灣新區
- 中山翠亨新區
- 江門大廣海灣經濟區
- 棠下镇
- 肇慶新區
- 珠澳第四供水通道
- 中华人民共和国第十五届运动会

## 交通基建

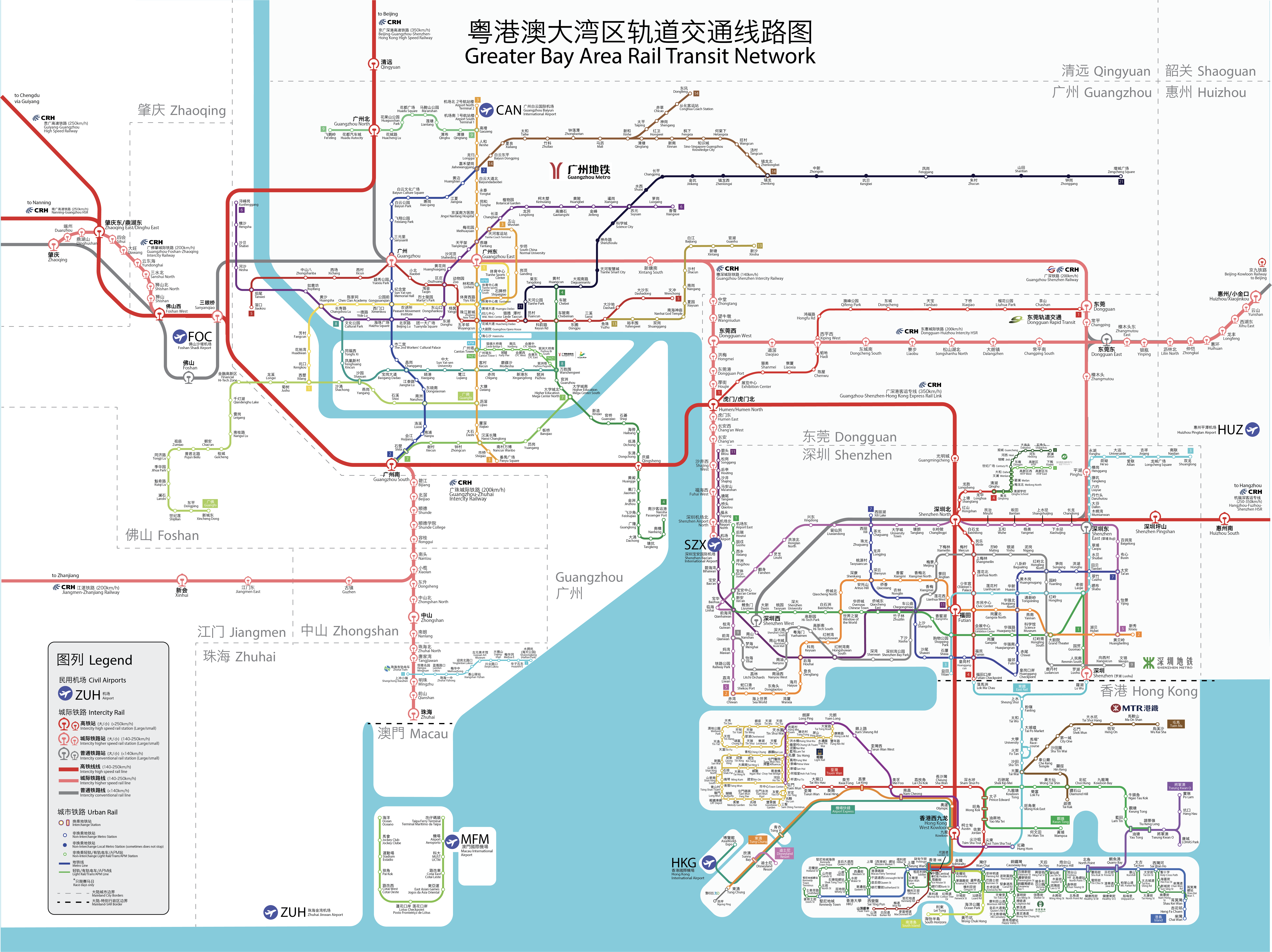
地區內的軌道交通線網總覽。

根據前廣東省長朱小丹發表的政府工作報告，大灣區將擁有世上最大的港口區、機場群、城市群，可形成全球最大的運輸和物流中心，亦會發展航運、跨境基礎設施、以及以港澳為主的金融及專業服務。

### 一小時生活圈
2009年，智經研究中心在「珠三角都會」研究提出構建「一小時生活圈」，目的是令兩地居民生活更為便利、通達、快捷。
2018年7月，廣東省發展改革委已啟動《粵港澳大灣區城際鐵路建設規劃（2020－2030年）》編制工作，未來大灣區將建成「一小時城軌交通圈」。
2018年9月，香港特區行政長官林鄭月娥於港珠澳大橋開通儀式表示，大橋有利於香港和澳門、珠海、中山、江門等地共謀發展，未來往來珠海與香港機場的行車時間將由4小時減至45分鐘。她又指，香港一年內要開通三個重大跨境基建，包括港珠澳大橋、高鐵香港段及連接香港和深圳的蓮塘口岸／香園圍管制站，粵港澳「一小時生活圈」的理想佈局逐步形成，為大灣區建設提供良好基礎。
2020年11月，珠西綜合交通樞紐中心逐步形成。
广深港高速铁路（高铁）香港段连接国家高速铁路网络，大幅缩短往来香港与深圳、广州，以至珠三角地区其他城市的时间，巩固香港作为区域交通枢纽的地位。2023年首半年，高铁香港段平均每日乘客量超过4万人次，单日最高更超过九万人次。
2024年，一些基础设施项目的完工将进一步改善大湾区的互联互通。深中通道（深圳-中山大桥）预计通车，大幅缩短珠江三角洲的旅行时间。 

### 一地兩檢
- 深圳灣口岸
- 香港西九龍站
- 港珠澳大橋珠澳口岸
- 橫琴口岸
- 青茂口岸

### 跨海大桥
- 港珠澳大橋
- 深中通道
- 黃茅海通道
- 深港西部通道

### 快速通道和高速公路
- 广东高速公路
- 廣深高速公路
- 珠三角環線高速公路
- 京港澳高速
- 江珠高速公路
- 西部沿海高速公路
- 佛開高速公路
- 廣肇高速公路
- 深羅高速公路
- 中開高速公路

### 跨境鐵路和城际铁路
- 香港西九龍站／廣深港高速鐵路（高鐵香港段）
- 珠西综合交通枢纽
- 广珠城际铁路
- 厦深高铁
- 广惠城际铁路
- 穗深城际铁路
- 广深动车组列车
- 深湛高速铁路（江湛段）
- 广珠铁路
- 江门北站／南沙港铁路
- 廣佛地鐵

### 機場群
大湾区内分布有5个民用机场，1个军民合用机场，2个军用机场和3个通航机场。民航空域分属广州飞行情报区和香港飞行情报区。
- 香港國際機場
- 澳門國際機場
- 深圳宝安国际机场
- 广州白云国际机场
- 珠海金灣機場
- 佛山沙堤机场
- 惠州平潭机场

### 興建中工程
- 深江铁路：建設中
- 廣湛客運專線
- 珠肇高速鐵路
- 深湛铁路深江段

### 規劃中工程
- 粵港澳大灣區城際鐵路建設規劃
- 香港國際機場2030規劃大綱
- 珠三角枢纽机场
- 獅子洋通道
- 港深機場鐵路
- 深圳经港珠澳大桥至珠海、澳门段
- 深珠城际
- 深南中城际及江门延长线
- 深江铁路延长线
- 中南虎城际
- 广海湾铁路（规划用名）/ 深江铁路延长线：设计中-见2024年十四五规划
- 昆深高铁（规划）：设计中
- 赣深高铁南沙支线
- 深汕高铁至厦深铁路联络线
- 深汕高铁至广汕高铁联络线
- 深圳北至深圳宝安国际机场联络线

## 區內各發展範疇

### 語言文字
教育部在2021年6月2日召開新聞發布會，披露《粵港澳大灣區語言生活狀況報告（2021）》。該《報告》是在國家語委主導下由下屬的國家語言服務與粵港澳大灣區語言研究中心，連同廣州大學的團隊作成，歸結了區域內語言生活狀況的面貌，同時是以之為基礎提出語言文字環境建設和語言服務建議 。
報告有分別對香港、澳門、廣州、深圳四大中心城市的語言狀況以及相關規划作考察，當中著重調研：
1. 廣州推進語言文字事業發展的特色工作，
2. 香港兩文三語的實施現狀和問題以及對策等。

報告針對該發展區在教育領域存在的問題有具體建議，粵港澳三地需進一步做好語言政策的規劃，加強語言與國家認同，挖掘語言資源紅利，做好語言能力和語言服務建設，以更好服務該規劃發展區域的建設和一國兩制事業發展 。

### 公共政務
2019年5月30日起，香港、澳门实现与佛山市南海区的政务服务通办，港澳居民可通过当地铺设的自助服务终端系统办理南海区相关的政务服务事项。至此，南海区实现粤港澳大湾区政务服务的“湾区通办”。廣東省還正式提出在未來 3 年，會推出信用評分制度涵蓋香港、澳門，希望藉此共享大灣區內的信用信息，對區內企業實施信用激勵和失信懲戒。亦計劃推動内地與港澳的信息互通、加強警務合作交流，應對傳統與非傳統的安全威脅。
2023年11月21日，广东省政府印发《“数字湾区”建设三年行动方案》，提出至2025年基本完成“数字湾区”建设任务。根据方案，推动粤港澳三地居民统一身份认证、电子签名互认，实现企业和居民高频事项“跨境通办”；探索建设“港澳数据特区”，实施“南数北上、北数南下”计划；探索推行数据跨境流通“白名单”制度；加快推动港澳居民来往内地通行证、港澳居民居住证在大湾区业务办理方面，享有与内地居民身份证同等便利；加快推动“高精尖缺”人才便利跨境通关，推动港澳居民与内地居民出入境通关查验系统联通融合，推动香港出入境自助e-道服务。大力推进大湾区城际客运公交化营运，不断提升港珠澳大桥“一站式”自助查验水准，加快实现三地“一码通关”、大湾区“一码畅行”。同时“湾事通”将在支付宝、微信同步上线。

#### 證件
《港澳臺居民居住證申領發放辦法》於2018年9月開始正式實施。合資格的港澳台人士可申領港澳台居民居住证，持證者將與内地居民享有多項權利、基本公共服務、便利，涵蓋就業、教育、醫療、旅遊、金融等日常生活範疇，滿足持證者在内地的工作、學習、生活、出行等需要。

### 青年發展
香港特區政府推出多項協助青年在大灣區發展的計劃：
- 建立「大灣區青年網」網站[91]，為青年人提供大灣區創業和就業資訊。

- 推出「青年內地交流資助計劃」及「青年內地實習資助計劃」，資助非政府機構舉辦青年交流和實習項目，讓香港青年了解中國大陸不同省市的職場文化和就業前景，建立人際網絡，擴闊視野和規劃未來。[92]

- 成立三億元的「青年發展基金」，以資金配對形式與非政府機構合作，支持青年人在香港以至內地，例如大灣區創業，發掘各種機遇。[93][94]

- 由駐港大型中資企業、香港企業等多家企業聯合發起「大灣區共同家園發展基金」，用於支持香港發展成國際科創中心，協助香港優勢產業與廣東及澳門等地企業和機構共同參與大灣區建設；發展基金亦聯合各界青年領袖發起「大灣區共同家園青年公益基金」，用於支持香港青年發展，解決在學業、就業、創業等方面遇到的實際困難。[95]

- 行政長官於《2020年施政報告》中宣布推出「大灣區青年就業計劃」以支持青年人到大灣區內地城市工作和發展事業，鼓勵在香港及大灣區有業務的企業聘請及派駐本地大學/大專院校畢業生到大灣區內地城市工作，名額2000個，當中約700個專為創科職位而設。[96]

### 交通
2019年3月，智慧公共交通联合创新研究院在广州揭牌成立，由广州交研所、中科院软件所、广州联通、广州移动、广州电信、腾讯公司、中山大学等16家机构单位等组建，围绕大湾区规划部署建设创新平台、创新课题和人才基地，并开展大湾区交通“一卡通”等重大项目建设。 广州公交集团岭南通公司副总经理徐锋在3月21日公司党建活动中表示，随着粤港澳大湾区建设的推进，羊城通/岭南通也会考虑通过技术实现区内岭南通（羊城通）互认，设想用最优的方案，让区内居民无需换卡就可出行。香港特別行政區使用八達通，澳門特別行政區使用澳門通及聚易用。區內拥有巴士的士、高速公路、普铁电车、城际动车组、高鐵动车组及地铁轻轨等。區内首條磁悬浮列车组正在规划当中。
2023年1月及7月，“澳車北上”及“港车北上”政策正式实施，香港及澳門私家车可以通过港珠澳大桥珠海公路口岸分別由澳門或香港往来广东省。

### 旅遊
2018年11月，香港旅遊發展局在日本東京舉辦Greater Bay Area Showcase展覽，與廣東省及澳門共同宣傳吸引旅客。

### 安老
香港警察員佐級協會主席林志偉2019年10月在予會員的信函中指，協會會聯同政府華員會，向雅居樂集團商討在肇慶東站建立「肇慶香港城」，為香港的退休警員及公務員提供「生活養老選擇」，預計第一期項目設施會於2020年底落成。

### 教育

#### 基礎教育
- 2001年7月，深圳市罗湖区港人子弟学校创立。
- 2018年10月，香港教育局局長楊潤雄表示正與廣東省教育廳研究在大灣區辦香港課程學校。[101]
- 2019年11月，據指香港警察隊員佐級協會及香港警察家屬通訊中心派員，多月走訪廣東省不同的學校，及與各級政府官員的磋商後，取得可供警察會員子女在大灣區九個城市轉學的安排。預計2020年春季或秋季警察會員都可透過協會辦理申請表，可就讀年級由幼稚園至中學[100]。
- 2020年7月，深圳市龙华区、培侨书院、信义集团签约，筹建香港培僑書院深圳龍華信義學校[102]，该学校於2021年9月正式開學。
- 2021年9月，廣州暨大港澳子弟学校创立。
- 2022年9月，廣州南沙民心港人子弟学校正式开学并举行揭牌仪式[103]; 东莞市暨大港澳子弟学校创立。
- 2023年9月，佛山市暨大港澳子弟学校開學；深圳市前海哈罗港人子弟学校開學；深圳市普林云海港人子弟学校開學；广州市中黄港澳侨子弟学校将开学；廣州暨大港澳子弟學校和深圳香港培僑書院深圳龍華信義學校獲香港考試及評核局接納為香港中學文憑考試(DSE)「與考學校」[104][105]。

- 2024年3月，佛山市中黄星瑜港澳子弟学校成立。

#### 高等教育
張渝提交的《關於加快廣深科技創新走廊建設、推動粵港澳大灣區建設成為國際科技創新中心的建議》中提到，粵港澳大灣區應建設世界一流重大科技基礎設施集群，採取央地共建等模式加大重大科技基礎設施佈局建設力度，聚焦信息、能源、生命、材料科學、粒子物理和核物理等重點領域，推動形成空間分佈上集聚、研究方向上關聯的重大科技基礎設施集群。
多間大學高校開展世界一流大學和世界一流學科建設，支持粵港澳大灣區中外合作辦學機構建設，充分發揮粵港澳高校聯盟作用，積極打造“粵港澳一小時學術圈”。
- 2005年，香港浸會大學和北京師範大學在珠海市以中外合作办学模式建立北京師範大學-香港浸會大學聯合國際學院，是中国第一所由中国内地和香港高等教育界联合创办的大学，并获得教育部特批及廣東省教育廳支持，該校學生畢業後會獲頒浸大學位證書。
- 2011年3月，香港大學在深圳設立香港大學深圳醫院和香港大学深圳研究院。[107]
- 2011年7月，香港中文大學與深圳大學簽署合作協議，以中外合作办学模式合作籌建香港中文大學（深圳）。
- 2013年11月5日，澳門大學位於珠海市橫琴島的澳門大學新校區啓用，校區根據法例被納入為澳門氹仔區域。
- 2016年11月，粵港澳高校聯盟正式創盟，由香港中文大學聯同中山大學及澳門大學發起，以連結三地大學、培養人才及推動地區發展為目標，合作範圍包括科研、學生交流、協同創新及智庫建設等。現時聯盟成員共28所院校，包括廣東省12所、香港地區9所，以及澳門7所。
- 2017年12月，粤港澳大湾区职业教育产教联盟在深圳信息职业技术学院正式成立，联盟包含粤港澳大湾区的职业院校、行业企业、教育机构等在内的上百家成员单位，推动产教融合和校企合作。[108]
- 2018年6月，香港科技大學與南方科技大學於深圳簽署框架合作協議，雙方將共同籌備成立南科大-港科大深港微電子學院[109]。
- 2018年2月，香港城市大學與惠州市人民政府在簽署合作備忘錄，擬在惠州擬建設占地面積約1000畝的城大校園項目，並籌劃合辦動物醫療檢驗中心及食物安全實驗室[110]。城大在2019年6月表示，得悉相關土地不適合規劃作教育用途，而惠州市政府亦因財政考慮原因未能落實之前所做的承諾，因此不會進一步探討[111]。
- 2018年3月，深圳大學校長李清泉在全國兩會傳媒訪問中建議，粵港澳合建一間「灣區聯合大學」，促進大灣區高等院校間的交流和合作，推動協同發展。[112]
- 2018年7月，香港理工大學與深圳大學於深圳共同建設「大灣區國際創新學院」，結合兩校的資源，以及連結海內外知名大學及企業，為創科人才的培育、科技創新以及高科技創業孵化方面搭建良好平台。[113]
- 2018年7月，香港大學與廣東藥科大學宣佈，在中山市成立廣藥大 - 港大創新平台，以及設立香港大學生物醫藥技術國家重點實驗室的分支。[114]
- 2018年12月，香港科技大學與廣州市人民政府和廣州大學簽署協議，合作籌建香港科技大學（廣州），位於廣州市南沙區慶盛現代高端服務區，鄰近高鐵慶盛站，佔地1.13平方公里。[115]
- 2018年12月13日，中國與全球化智庫（CCG）在香港發布首個對粵港澳大灣區人才狀況進行全面系統研究的《粵港澳大灣區人才發展報告》。當中提及，目前大灣區受高等教育人口比例較低，粵港澳大灣區人才發展面臨挑戰。報告建議，粵港澳三方可加強合作，例如共建灣區大學。[116]
- 2019年2月，嶺南大學將於3月正式與華南理工大學成立粵港澳大灣區社會治理研究中心[117]。香港理工大學與大灣區內8間大學、學院及醫院簽署合作備忘錄，成立「護理研究及知識轉移聯盟」，加強大灣區城巿的護理研究和知識轉移合作，以支持國家發展大灣區策略。[118]中文大學（深圳）提議成立醫學院和醫院，目標是將大灣區醫療培訓及服務至國際水平。[119]
- 2019年5月27日，澳門科技大學與珠海市人民政府在澳門簽署框架合作協議，將在珠海橫琴新區共同建設「澳門科技大學珠海研究院（總部）」、「中藥質量研究國家重點實驗室（分部）」和「月球與行星科學國家重點實驗室（分部）」，統稱「澳科大產學研基地」[120]。
- 2019年9月，香港理工大學与佛山市政府签订合作备忘录，籌建香港理工大学（佛山）；佛山市教育局于22年5月表示双方存在分歧，暂无建设计划。
- 2020年3月，香港城市大學計劃在東莞松山湖高新技術產業開發區設校區[121]，籌建香港城市大學（東莞）[122]。

- 2020年4月，肇慶市政府、香港都會大學及肇慶學院签订协议[123]，籌建香港都會大學（肇慶）。

- 2020年7月，广东省人民政府常務會議審議通過了《大湾区大学办学初步方案》，在東莞濱海灣新區籌建以理工科起步的新型研究型大學[124]。

- 2020年11月，澳門科技大學与珠海市人民政府签订《珠海市人民政府与澳门科技大学合作办学协议》，筹建澳門科技大學珠海校區。

- 2021年4月，香港中文大學商學院與深圳市羅湖區人民政府簽署合作備忘錄，推進中大商學院落戶羅湖區[125]。

- 2021年9月，香港大學与深圳市政府签署合作办学备忘录，于南山区石壁龙片区合作共建綜合研究型大學—香港大学（深圳）[126]。
- 2022年11月，香港大学经管学院深圳校区落户深圳福田区广电金融中心，将开设硕士、博士及高管教育课程；12月，深圳市福田区人民政府与香港城市大学签署合作协议，将在深港科技创新合作区深圳园区共建香港城市大学物质科学研究院（福田）。
- 2023年3月，深圳职业技术学院与香港职业训练局合作共建的粤港澳大湾区特色职业教育园区开园，园区位于深圳市南山区留仙洞总部基地的创智云城[127]。

### 創新科技
- 2015年4月，深港微电子协同创新联盟由深圳和香港两地企业、高校和科研机构共同发起成立。
- 2017年1月，香港及深圳兩地官員簽署《關於港深推進落馬洲河套地區共同發展的合作備忘錄》，明确双方共建深港科技创新合作区，包括香港园区0.87平方公里（参见落馬洲河套地區，港深創新及科技園）和深圳园区3.02平方公里（涉及皇岗口岸片区和福田保税区）。
- 2018年7月，粵港澳超算子聯盟成立， 超算子聯盟將匯集粵港澳超算應用機構和人才，推動三地超算應用的交流和合作研究，促進粵港澳大灣區科技創新中心的建設。[128]
- 2018年11月，香港城市大學發表《2018年大灣區科研創新綜合分析及展望報告》，該項研究報告分析過去五年，大灣區11個城市的科研創新表現，指香港科技人才約50萬人，排行第三，香港創新科研發展落後於廣州和深圳的分別240萬和130萬人。而在基礎科研的論文產出方面，香港在高倍引論文排名第一 (3319篇)，論文引用方面上亦是第一位(84萬次)；在科技人才上，香港屈居於廣州及深圳之後排第3，當中廣州科技人才數目更是香港的5倍。至於在專利發明，香港只有1,080項，在11城市中排最尾。城大資訊系統學系教授馬建表示，香港在基礎科研上流於學術層面，如要保持領先，技術創新方面變得不可或缺；相反鄰近地區無論在科技人才、資金投入，發明專利上已遠勝香港[129][130]。
- 2021年2月20日，廣州市人民政府在廣州召開《粵港澳大灣區發展規劃綱要》發佈兩週年廣州推進建設國際科技創新中心工作情況發佈會，發佈《粵港澳大灣區國際科技創新中心建設方案》。[131]

### 文化體藝交流
《羊城賀歲萬家歡》是1979年1月29日（農曆己未年年初二）由香港電視廣播有限公司（無綫電視）與廣東電視台共同舉辦的大型賀歲節目，是香港電視媒體首次在中國大陸現場直播大型賀歲節目，開創香港傳媒與中國大陸合作的先河。
其後在1989，2009及2012年香港聯同廣州舉辦同類型的賀年除夕晚會，2009年更是香港回歸12年後首次。
另外1991年廣州，香港及澳門各電視台並直播省港澳呈祥迎新歲。
2018年，第一屆粵港澳大灣區足球冠軍聯賽由《粵港澳合作促進會》文化傳播委員會與廣東民間足球促進會聯合舉辦。比賽得到各地政府的重視和支持。
參賽隊伍分別來自粵港澳大灣區11個城市的民間足球精英，再加上特邀＂足球之鄉＂梅州共12隊。
2019年3月23日，香港賽馬會首次在廣州從化馬場舉辦五場示範賽事，是該馬場建立而來首次有賽事舉行。賽事設獎金，但不接受投注也未有直播。林鄭月娥在活動致辭指，馬場落成和持續運行，是香港特區與內地發揮各自優勢和共同努力所取得的豐碩成果，也是粵港澳大灣區建設的一個成功例子 。
2019年3月28日，“2019广东电影年会”在佛山召开，有涉及粤港澳影视产业发展讨论。而佛山正在深化“粤港澳大湾区影视合作试验区”构想。会上广东省电影行业协会、香港电影工作者总会、澳门电影协会，共同签署粤港澳大湾区电影行业合作框架协议。
2019年6月25日，粤港澳大湾区广电联盟在广州成立，由广东广播电视台党委书记担任理事长，整个联盟旨在加强粤港澳21间传媒机构的协同合作，迎合官方宣传需要。
2021年8月21日，國務院同意广东、香港和澳门联合主办在2025年舉行的第十五屆全國運動會，经费主要由广东省人民政府、香港特别行政区政府、澳门特别行政区政府自筹，中央财政给予一次性定额补助。
2022年，国家广播电视总局与广东省人民政府、香港特别行政区政府和澳门特别行政区政府合作，粤港澳大湾区将承办中国广播影视大奖第33届电视剧飞天奖与第27届电视文艺星光奖颁奖典礼。于2022年11月2日在广州大剧院举办。

## 爭議

### 技術工場
在美國與中國的貿易戰有機會演變為新冷戰的情勢下，香港政治学者方志恒认为，香港对北京非常重要，譬如港府引以為傲的「AI創科優勢」，中国当局希望将香港转型为“红色中国前哨”，在掏空香港自治同时，让香港继续为北京“充分利用”，比如输入西方科技。香港的科學園、數碼港等就有不少的科技公司為中國維穩的科技需要，有協助發展中國大陸的天眼、識別、AI系統，乃至構建信用評級。中國的「天眼」人臉辨認技術就有香港的商湯科技的協助。

### 管控強化
自2014年雨伞运动起，到2019年反對逃犯條例修訂草案運動爆發，香港政治危机不断，再加上2020年《港区国安法》生效，部分人士认为中央政府不断干涉香港内部政治，已致“一国两制、港人治港”失败。在此背景下，有分析指中央政府会對香港逐步同化，将一国两制平稳过渡到一国一制，会加快大陆移民来香港，改变香港人口结构。当局也会鼓励香港院校的毕业生到大湾区去工作。这些都会使香港和大陆政治上融合，因为经济上双方已经融合。而部分香港網友鑒於粵港澳大灣區香港「被規劃」，并對比其他大灣區的形成條件，不看好粵港澳大灣區的前景。
2023年11月，在广东省宣布推行粤港澳居民统一身份认证制度后，中国独立政治学者陈道银表示，新方案提到三地的“社会治理深度融合”，相当于把港澳与广东省的治安人口流动统一管理，目的在于维稳，因此港澳人所有资料可能会被“送中”。陈道银对此担忧“香港需要防止再发生第二次反送中运动的机会”。但是，中国内地当局不会在完成衔接后，取消港澳的身份证和护照，实际上港人已被管理在大湾区的系统下，普通市民也会成为监管的对象。日本香港民主连盟发言人叶锦龙表示，该制度使“一国两制”边界进一步糢糊化。而流亡海外的香港民主派立法会前议员许智峯表示，认为这是“慢慢清洗和除去香港人的身份认同感”。

### 其他
而由于涉及海洋生态的破坏，2018年起中國政府嚴格管控大灣區內的大型填海計劃，如惠州環大亞灣新區、珠海橫琴南部、中山市翠亨新區、東莞長安新區、深圳小鏟島碼頭及倉儲配套工程，以減少海洋生態所造成的破壞。
此外，廣州地方上亦有反對廣東省主導擬建「深中通道」和「伶仃洋大橋」，認為一旦落成，會阻礙大型貨輪進出廣州港及南沙港的航路。

## 外部連結
- 官方网站：广东省推进粤港澳大湾区建设领导小组办公室、香港政制及內地事務局、香港特區政府駐粵辦、澳門特區政府法務局
- (PDF). 澳門特別行政區政府. 2017年6月.
- (PDF). 香港立法會秘書處資訊服務部. 2018年2月23日.
- . 香港01.
- . 港人講地.